# Platz (Wriezen)
Platz war ein Vorwerk auf der Gemarkung von Haselberg, einem Ortsteil der Stadt Wriezen im Landkreis Märkisch-Oderland (Brandenburg). Das Vorwerk Platz wurde Ende des 16. Jahrhunderts auf der Feldmark des bereits bis Mitte des 14. Jahrhunderts wüst gefallenen Dorfes Torgelow aufgebaut. Es wurde im Dreißigjährigen Krieg zerstört und erst ab 1696 wieder aufgebaut. 1890 brannte es nieder und wurde danach nicht wieder aufgebaut; das Areal wurde aufgeforstet.

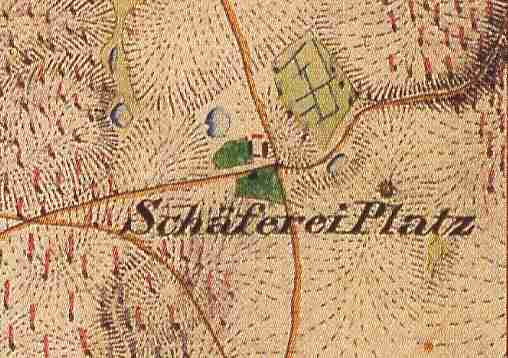
Ehemaliges Vorwerk Platz, Ausschnitt aus dem Urmesstischblatt 3249 Heckelberg von 1844

## Geographische Lage
Das Vorwerk Platz lag ca. 1,3 km südöstlich von Platzfelde bzw. ca. 5 km nordwestlich von Haselberg an der L 35, an der westlichen Seite dieser Straße.

## Geschichte
Das mittelalterliche Dorf Torgow (später Torgelow genannt), an der Kreuzung der heutigen B 158 mit der L 35 gelegen, fiel schon vor der Mitte des 14. Jahrhunderts wüst, denn es wird im Landbuch von 1375 nicht (mehr) erwähnt. Die Feldmark bewaldete sich wieder und wurde als Viehweide (Waldweide) genutzt. Torgow gehörte damals zur Herrschaft Freienwalde, die im Besitz der Familie v. Uchtenhagen war. Eine Hälfte der wüsten Feldmark hatten sie jedoch an die v. Pfuel weiter verliehen, die andere Hälfte war noch in ihrem unmittelbaren Besitz. 1477 verkauften die v. Pfuel ihre Hälfte der Feldmark mit Einverständnis ihres direkten Lehensherrn, Caspar v. Uchtenhagen an die Stadt Freienwalde um 50 Schock Groschen. 1575 wurde ein Teilungsvertrag zwischen Hans und Werner v. Uchtenhagen auf der einen Seite und der Stadt Freienwalde auf der anderen Seite aufgesetzt. Dabei wurde der Heerweg von Freienwalde nach Berlin (die heutige B 158) als Grenze festgesetzt. Die Stadt Freienwalde erhielt die linke Hälfte der Feldmark (von Freienwalde aus gesehen, also den südöstlichen Teil), die v. Uchtenhagen behielten den Teil der Feldmark, der zur rechten Hand des Heerweges lag (also den nordwestlichen Teil).
Nach 1575 ließ der Magistrat der Stadt Freienwalde auf ihrer Hälfte kleine Teile der Feldmark Torgow räumen. Letztendlich war soviel der Feldmark geräumt, dass eine Aussaat von sechs bis acht Wispel Korn vorgenommen werden konnte. Es wurde ein Vorwerk mit Haus, eine Scheune und eine Stallung eingerichtet, das 1598 an Joachim Friedrich Ranke verpachtet wurde. Auch auf der Uchtenhagenschen Hälfte der Feldmark war ein Vorwerk entstanden, das 1618 nach Übergang der Herrschaft Freienwalde an den Landesherrn Sitz des Amtes Freienwalde wurde. Beide Vorwerke lagen in einiger Entfernung von der alten Dorfstätte. Allerdings ging das Freienwaldesche Vorwerk im Dreißigjährigen Krieg wieder ein. Dieser Teil der Feldmark bewaldete sich erneut. Auch das landesherrliche Vorwerk wurde vermutlich zerstört, denn 1649 war viele Äcker verwachsen. Vermutlich wurde es danach wieder aufgebaut. 1696 erhielt Paul Anton von Kameke einen auf 15 Jahre laufenden Vertrag, die Freienwaldesche Hälfte der Torgelower Feldmark urbar zu machen. In dieser Zeit sollte er auch keine Abgaben bezahlen. Er verkaufte jedoch die restlichen Freijahre und seine Rechte an einen Herrn Wirren. Ursache für den Verkauf könnten Streitigkeiten mit dem Amt Freienwalde gewesen sein, das die Koppelweide auf der gesamten Feldmark, also auch auf der Freienwaldschen Hälfte für seine Vorwerke Torgelow und Sonnenburg beanspruchte. 1711 verpachtete der Magistrat das Vorwerk Platz für drei Jahre an Andreas Wegen, „um das Vorwerk recht urbar zu machen“. 1714 ist ein städtisches Meierhaus mit 6 Gebinden und eine Scheune mit 8 Gebinden belegt. Allerdings war der größere Teil des Areals immer noch bewachsen; es gab auch (noch) keine Wiesen.
1715 wurde Vorwerk Platz nun für 12 Jahre an George Burgsdorf (oder Borsdorf) vergeben, der nun auch „allmählich“ 60 Taler Pacht pro Jahr bezahlen sollte. Die Bürger Freienwaldes durften weiterhin Holz auf dem Gelände schlagen. Der Pächter sollte ihnen den Ort zeigen, an dem sie das Holz schlagen durften, damit der bewachsene Acker urbar gemacht werde könne. Die Pacht stieg bald darauf auf 85 Taler pro Jahr. Zur Unterscheidung vom Vorwerk auf der im Amtsbesitz befindlichen anderen Hälfte der Feldmark Torgelow wurde nun das Freienwaldesche Vorwerk auch das „Rathäusliche Vorwerk“ oder „Klein Torgelow“ genannt, oder nach der Flur „auf dem Lindenplatz“ abgekürzt Platz. Die Streitigkeiten mit dem Amt Freienwalde wegen der Hütung bestanden aber weiterhin. 1728 wurde das Vorwerk an Christian Korte verpachtet, der das Wohnhaus mit sechs Gebinden, ein neues Stallgebäude mit Pferdestall nebst Kornboden, eine Häckselkammer, einen Kuhstall, eine sogenannte „Klietenkammer“ (= Stellmacherkammer) und eine Scheune mit 9 Gebinden übernahm. Vor den Vorwerksgebäude befand sich ein eingezäunter Garten mit Bienenstöcken und einem Backofen. Auf dem Areal standen 90 Stühle Hopfen und „viel“ wilde Apfel- und Birnbäume. Extra aufgeführt ist auch ein Kohlgarten.
Bereits 1729 folgte dann Johann Andreas Uhr als Pächter; er musste 70 Taler jährliche Pacht bezahlen. Im Zusammenhang mit diesem Pächter wird erwähnt, dass er Gerste, Hafer, Erbsen, Lein und Hirse anbaute. Besonders erwähnt wurde die Bienenzucht, deren Ertrag "extra ordinär gut" war. Doch auch Uhr blieb nicht lange; schon 1731 wurde das Vorwerk dem Amtmann des Vorwerkes Torgelow, Ludwig Sydow übertragen, der zunächst 50 Taler jährliche Pacht gab. Ab 1749 bezahlte er dann 100 Taler jährliche Pacht. Interessant dabei ist, dass er nun "Roggen und Hanf" anbaute. Auf Sydow folgte ein gewisser Katsch als Pächter. 1770 übernahm Friedrich Röhle, der Pächter des Berliner Kämmereivorwerks Rixdorf das Vorwerk Platz gegen eine jährliche Pachtsumme von 250 Talern. Da er die Pacht nicht bezahlte, wurde er gepfändet, doch reichten seine „sämtlichen Sachen“ nicht, um die schuldige Pachtsumme zu begleichen. Deshalb wurde das Vorwerk bereits 1771 erneut verpachtet. Gegen eine jährliche Pacht von 200 Talern und einen Schäfereizins von 31 Talern 12 Groschen übernahm Martin Friedrich Schulze das Vorwerk. Mit dem Schäfereizins hatte der Magistrat von Freienwalde die Hütungsrechte des Vorwerkes Torgelow auf dem Vorwerksareal abgelöst. Der Pächter konnte nun selber Schafe halten. Am 27. Mai 1785 pachtete Christian Pehlemann das Vorwerk Platz.
1791 wurde das Vorwerk Platz an den Gutsbesitzer und Geheimen Kommerzienrat Paul Benedikt Philipp Leonhard von Wolff auf Gut Haselberg verpachtet. 1796 siedelte dieser zwei Bauern aus Haselberg auf dem Gelände des Vorwerkes Platz an; die Gebäude wurden auf Kosten von v. Wolff errichtet. Im Gegenzug erhielt v. Wolf die Äcker der zwei Bauern auf der Gemarkung Haselberg. 1805 verstarb Paul Benedict v. Wolff in Haselberg. 1810 wurde das Vorwerk Platz auf Dauer an seine Witwe vererbpachtet. Vorwerk Platz wurde dadurch an das Rittergut Haselberg angeschlossen. 1814 wurde einer der beiden 1796 angesiedelten Bauern nach Haselberg zurück versetzt. Das andere Bauerngut wurde von der Herrschaft eingezogen. 1817 ist im Ortschaftsverzeichnis des Regierungsbezirks Potsdam als Besitzerin Geh. Commerzienräthin v. Wolf in Berlin (= Maria Katharina Schmits) aufgeführt. Auch 1837 ist die Witwe als Besitzerin verzeichnet. Am 2. November 1840 starb Maria Katharina Schmits. 1841 verkaufte A. Emil v. Wolff das Gut Haselberg an Arnold Freiherrn v. Eckardstein auf Prötzel, den Sohn des Fabrikanten Ernst Jacob von Eckardstein. Arnold Freiherr v. Eckardstein löste 1846 den Erbpachtszins in Höhe von 244 Talern und 13 Groschen vier Pfennigen, die Schäfereipacht von 45 Talern sowie den Jurisdiktionszins von 5 Talern, die an die Stadt Freienwalde zu zahlen waren durch die Zahlung von 5439 Talern, 7 Groschen und 1 Pfennig ab. Im Gegenzug löste die Stadt Freienwalde das dem Vorwerk Platz zustehende Brennholzdeputat aus den Städtischen Wäldern in Höhe von jährlich 30 Klaftern Holz um 76 Taler, 26 Groschen und 3 Pfennigen ab. Das Hütungsrecht und die Mastgerechtigkeit des Vorwerks wurde dadurch abgefunden, dass Freienwalde 281 Morgen Forst erhielt, der Rest des Landes wurde dem Vorwerk Platz überlassen. Dieser Streifen Waldes lag beiderseits der B 158 und kam mit dem Vorwerk Torgelow 1846 zunächst an das Rittergut Sonnenburg/Torgelow. 1864 wurde Torgelow und die die sog. Torgelower Kämmerei an den in Cöthen ansässigen Rittergutsbesitzer Wilhelm von Jena. Der größere Teil der Freienwaldesches Hälfte der Feldmark Torgelow kam somit an den Gutsbezirk Haselberg, ein kleiner Teil an den sog. Schutzbezirk Torgelow, der später mit der Gemeinde Dannenberg/Mark vereinigt wurde. 
1871 stand in Platz ein Wohnhaus, das 5 Bewohner hatte. 1879 war August Freiherr von Eckardstein auf Haselberg Besitzer des Gutes Platz, das im General-Adressbuch von 1879 unter den nicht kreistagsfähigen Güter aufgeführt ist. Es hatte damals 244 ha, davon 148 ha Acker, 15 ha Wiesen, 7 ha Weide, 72 ha Wald und 2 ha Wasser. Der Grundsteuerreinertrag wurde auf 2073 Mark festgesetzt. Am 14. Oktober 1890 brannten die Vorwerksgebäude ab und wurden nicht wieder aufgebaut. Das Gelände wurde aufgeforstet, und damit endet die Geschichte des Vorwerkes Platz. Der Gutsbezirk Haselberg wurde 1928 mit der Gemeinde Haselberg vereinigt. Dadurch kam dieser Teil der ehemaligen Feldmark Torgelow zur Gemarkung Haselberg.